# Dev Prayag

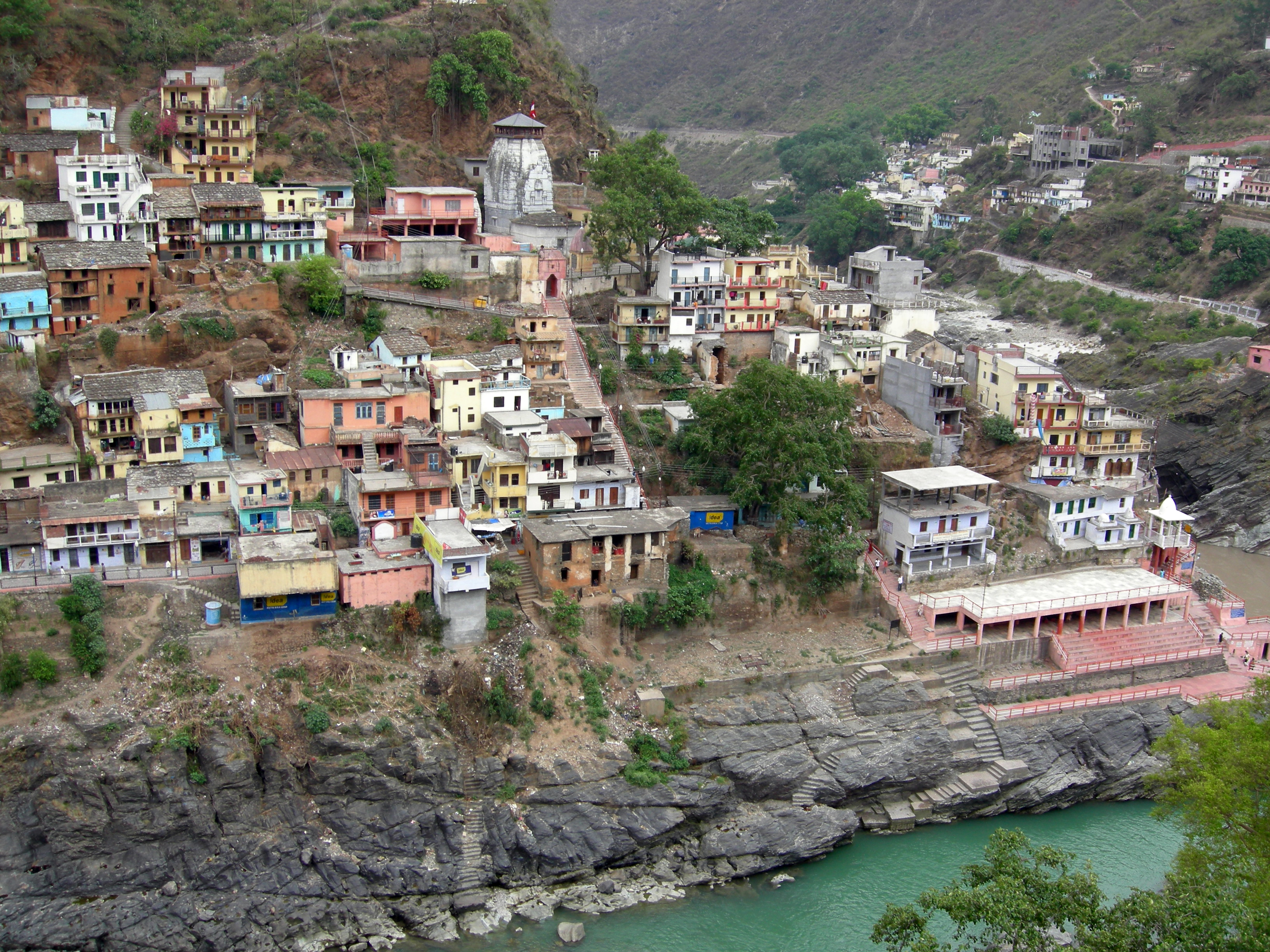
Devprayag

Localizada em Uttaranchal, India

Dev Prayag é uma cidade e uma nagar panchayat no distrito de Tehri Garhwal & Garhwal, no estado indiano de Uttaranchal.

## Demografia
Segundo o censo de 2001, Dev Prayag tinha uma população de 2144 habitantes. Os indivíduos do sexo masculino constituem 52% da população e os do sexo feminino 48%. Dev Prayag tem uma taxa de literacia de 77%, superior à média nacional de 59.5%: a literacia no sexo masculino é de 82% e no sexo feminino é de 72%. Em Dev Prayag, 13% da população está abaixo dos 6 anos de idade.